# Mazzanti Automobili

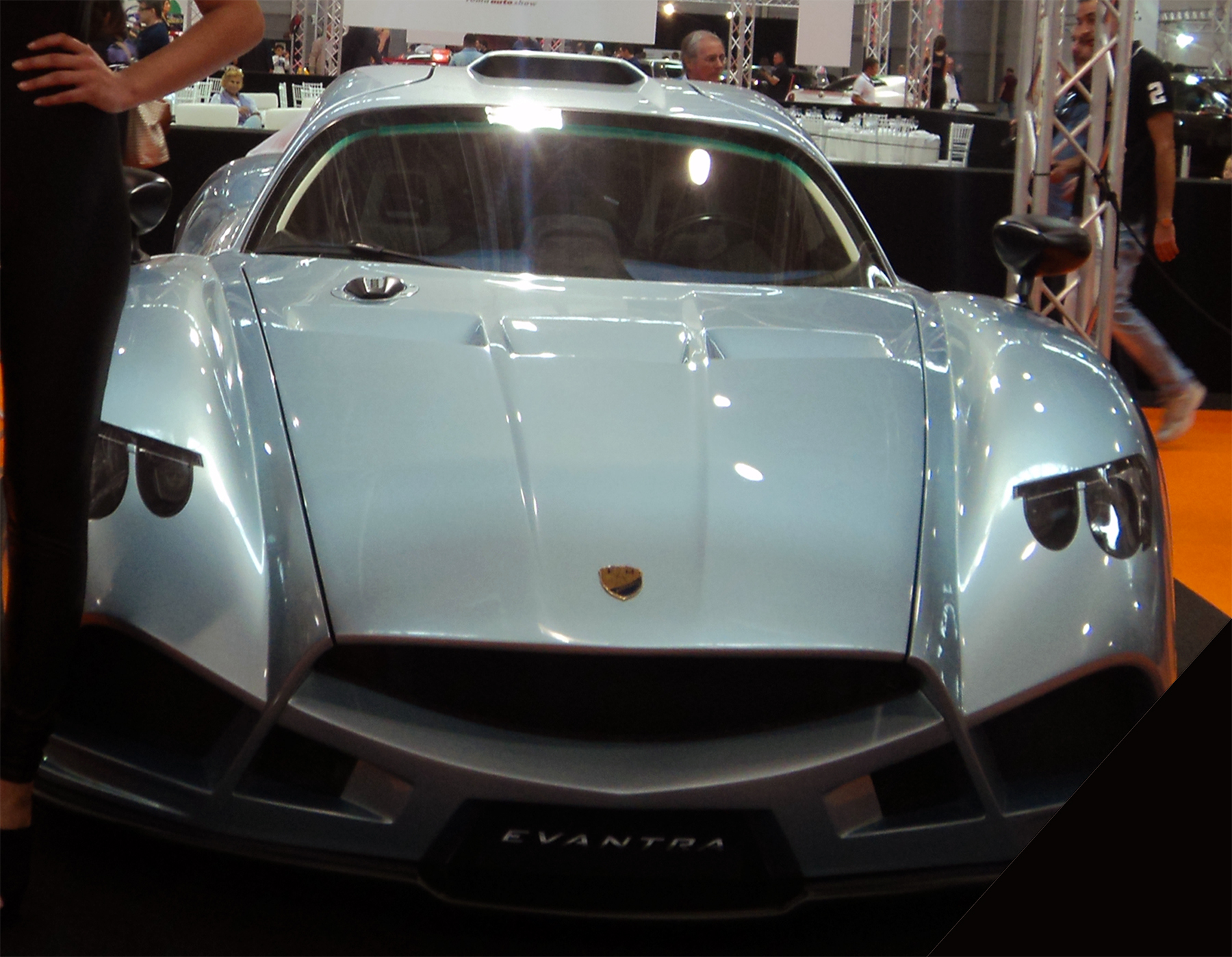
Frontansicht des Mazzanti Evantra

Faralli & Mazzanti, ab 2011 Mazzanti Automobili, war ein italienischer Hersteller von Supersportwagen. Das Unternehmen wurde 2002 von Luca Mazzanti und Walter Faralli im italienischen Pontedera gegründet. Mitgründer Mazzanti arbeitete seit den 1980er Jahren als Karosseriemechaniker in der familieneigenen Werkstatt und nahm mit eigens restaurierten historischen Sportwagen an internationalen Rennen teil. Nach eigenen Angaben wurden bestellte Fahrzeuge zu großen Teilen in Handarbeit gefertigt, wobei auch zu einem hohen Maße auf Kundenwünsche eingegangen wurde.
Die Produktion begann 2006. Der Markenname lautet Mazzanti.
Beispiele für Modelle aus dem Hause Mazzanti sind der Evantra oder der Antas.
Im Jahr 2022 verließ Luca Mazzanti die Firma. Die Produktion wurde in der Folge eingestellt. 2023 wurde die Liquidation gerichtlich angeordnet.